# Teresina Tua
Teresina Tua, all'anagrafe Maddalena Maria Teresa Tua (Torino, 24 aprile 1866 – Roma, 28 ottobre 1956), è stata una violinista italiana.
Fanciulla prodigio, fu uno dei maggiori talenti violinistici italiani della fine dell'Ottocento, certamente la più importante violinista dell'epoca, tanto da essere soprannominata l'angelo del violino. In contatto coi più illustri compositori quali Henryk Wieniawski, Giuseppe Verdi, Richard Wagner, Edvard Grieg, Sergej Rachmaninov, Arrigo Boito, Franz Liszt e Johannes Brahms, Teresina Tua ebbe una straordinaria carriera concertistica che la portò ad esibirsi in molte nazioni europee e ad essere la prima concertista donna europea ad esibirsi in Russia e negli Stati Uniti.

## Biografia

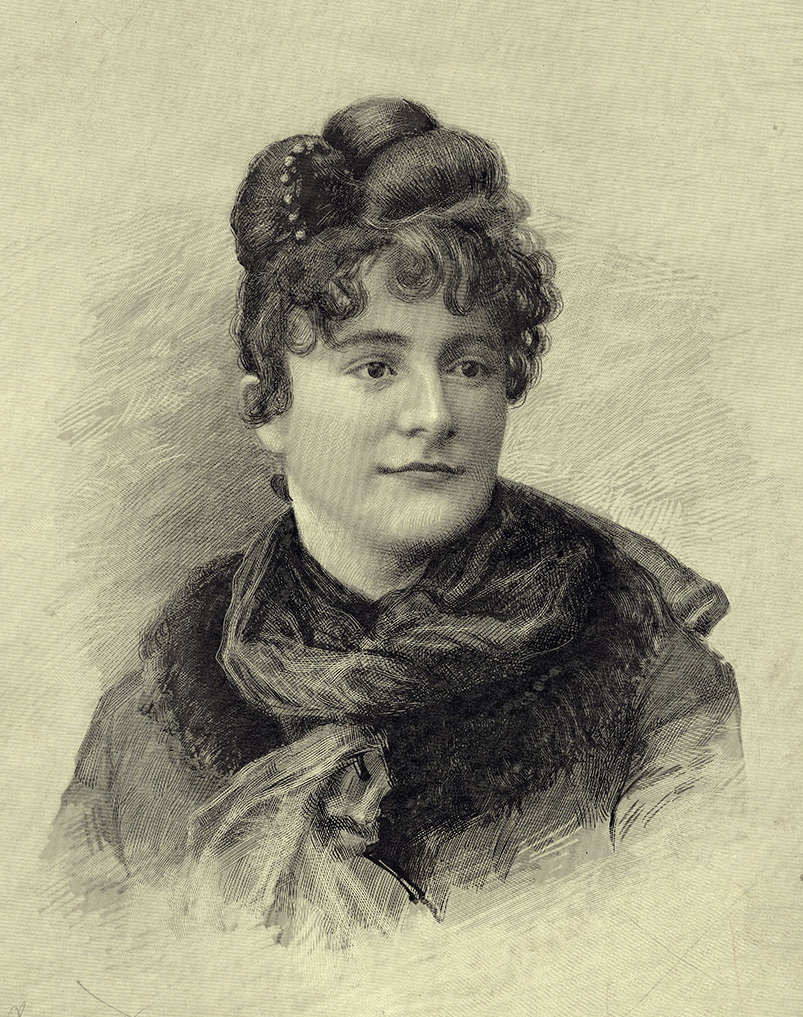
Teresina Tua ritratta da A. Cairoli

Nacque a Torino il 24 aprile 1866 da una famiglia di modeste origini; il padre, violinista dilettante, le insegnò i primi rudimenti dell'arte, scoprendo ben presto il talento della figlia. A soli sei anni già suonava, come fanciulla prodigio, davanti ai caffè di Torino, quindi si fece conoscere anche nel resto del Piemonte, in Liguria ed oltralpe, in Svizzera e nella Francia meridionale.

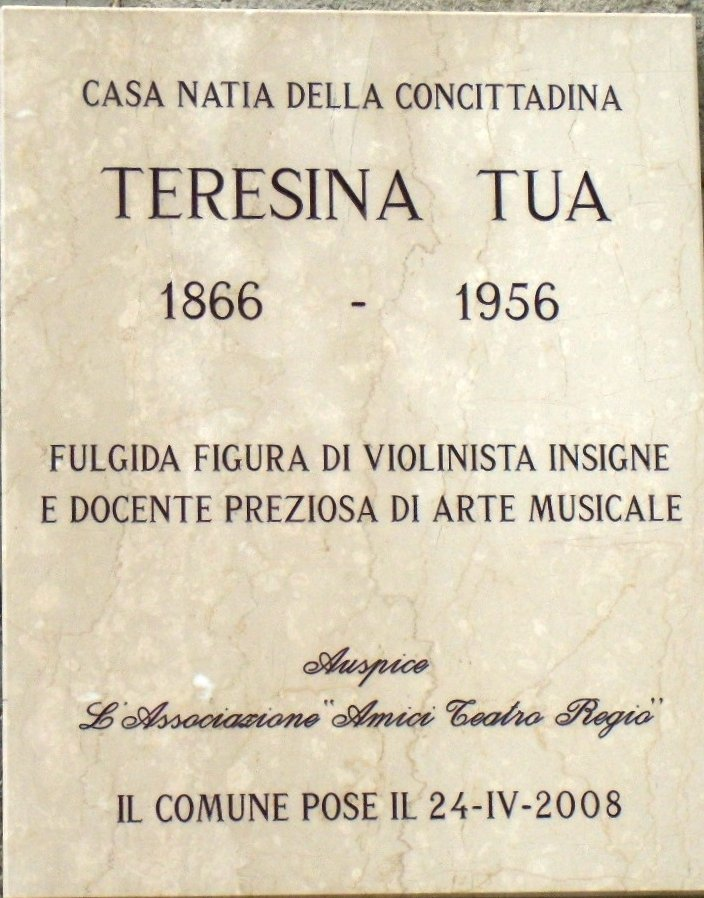
Lapide posta sulla casa natale di Teresina Tua a Torino, in via S. Massimo, 11.

Grazie all'aiuto di una mecenate, secondo alcuni russa, secondo altri francese, incontrata a Nizza, entrò nel 1877 al Conservatorio di Parigi e divenne allieva del celebre Joseph Lambert Massart, il quale, sorpreso dalla bravura della bambina, la volle nella sua classe, della quale già facevano parte altri celebri allievi come Henryk Wieniawski, Pablo de Sarasate e Fritz Kreisler. Il Maestro Massart si prodigò per aiutare anche economicamente Teresina e la sua famiglia, che non avrebbe potuto permettersi di provvedere al mantenimento agli studi a Parigi della fanciulla. Si diplomò a soli 14 anni, nel 1880, con il massimo dei voti ed ottenne, inoltre, il primo premio per la scuola di violino, che non veniva conferito da oltre cinquant'anni, superando 25 concorrenti più anziani. L'esame fu un trionfo che commosse il Maestro Joseph Lambert Massart, il quale le donò un prestigioso violino  Amati; i giornali parigini e i critici più insigni furono unanimi nel dichiararla un portento. Da quel giorno la Tua cominciò una trionfale carriera di violinista e, con i 500 franchi guadagnati all'occasione, la Tua acquisterà, qualche anno più tardi, uno Stradivari.  

### I primi concerti in Italia e l'incontro con Giuseppe Verdi
La Tua iniziò una brillante carriera concertistica nelle più importanti città italiane: Milano, Genova, Venezia, Trieste, per citarne alcune. In quest'ultima città in particolare, si esibì per sei sere consecutive, sapendo mantenere ciò che prometteva la fama. A Padova dovette ripetere ogni singolo brano in programma, compreso il fuori programma; ad ogni chiamata cadeva sul palcoscenico una pioggia di rose. Quasi certamente si esibì al cospetto della regina Margherita di Savoia nel 1880.
Nel 1882, Teresina Tua ebbe l'onore di essere ricevuta da Giuseppe Verdi e sua moglie. Il Maestro apprezzò molto la prova e si complimentò ripetutamente con lei, incoraggiandola a continuare la carriera concertistica. Qualche giorno dopo, il Maestro le fece l'onore di assistere al concerto che la Tua tenne al Teatro "Paganini" di Genova; in quell'occasione, Teresa si avvicinò al Maestro per ringraziarlo dell'onore tributatole e il gesto, di indiscutibile umiltà, qualità che caratterizzerà sempre la prodigiosa violinista, fu molto apprezzato dal pubblico presente in sala.

### I concerti in Europa e l'incontro con Joseph Joachim
Dopo essersi esibita in Francia, in Spagna, in Belgio e, appunto, in Italia, Teresina Tua, nel 1882, giunse a Berlino e, grazie ad una lettera scritta da sua maestà regina di Hannover, ammiratrice della Tua e amica del Maestro Joachim, fu ricevuta proprio dal Maestro Joseph Joachim stesso, all'epoca direttore della Hochschule di Berlino e considerato uno dei massimi violinisti viventi. Tra i due nacque una profonda amicizia, rafforzata da stima reciproca. Il Maestro assistette a molti dei numerosi concerti che Teresina tenne nella capitale tedesca nei cinque anni successivi e non si risparmiò mai nell'elargirle preziosi consigli, eseguendo egli stesso per lei sola manoscritti e composizioni importanti.

### Gli incontri con i più grandi Maestri
Dopo la tragica morte della madre, avvenuta nel 1883, la diciassettenne Teresina riprese lentamente i concerti. Nel 1884 si esibì al Teatro Regio (Torino), dove fu acclamata trionfalmente conquistando le simpatie del pubblico torinese. Successivamente Teresina ebbe l'opportunità di conoscere illustri Maestri, quali Arturo Toscanini, Franz Liszt e Richard Wagner. I suoi concerti furono un trionfo ovunque, dall'Austria alla Francia, dalla Germania all'Italia stessa. 

### Stradivari
Le cronache del tempo riportano che, nel 1886, Teresina Tua si esibiva con uno Stradivari del 1708, appartenuto alla violinista austriaca Marie Soldat-Röger, anch'essa allieva di Joachim a Berlino, prima donna in assoluto ad eseguire in pubblico il concerto di Johannes Brahms.
La Tua fu proprietaria anche di un altro Stradivari risalente al 1709, donato al Conservatorio Giuseppe Verdi (Torino) e ora chiuso nel caveau di un istituto bancario.

### Le tournée in Europa e in America
La brillante carriera della Tua continuò con grande successo in Europa; diede moltissimi concerti principalmente in Germania, ma anche in Svezia, in Austria e ancora in Italia. Nel 1887, a soli 21 anni, la Tua si recò negli Stati Uniti diventando così la prima donna concertista europea ad esibirsi negli Stati Uniti. Debuttò a New York con successo enorme, trionfando successivamente anche a Boston con la Boston Symphony Orchestra. L'anno successivo tornò in Europa e continuò ad esibirsi principalmente in Germania, dove riscosse grande successo; le cronache dell'epoca riportano entusiastiche recensioni dal punto di vista critico-musicale e descrivono un incontenibile entusiasmo del pubblico in sala.
Nel 1892, in occasione del centenario rossiniano, Teresa Tua fu chiamata a Pesaro; da lì continuarono i concerti in tutta Italia ed Europa. A questo sfolgorante periodo artistico risale la dedica della prima sonata in Mi minore per violino e pianoforte op. 82 composta da Marco Enrico Bossi; la sonata, eseguita per la prima volta a Roma dinanzi ad un ristretto cenacolo d'arte frequentato dai musicisti più in vista del tempo, quali Giovanni Sgambati e Luigi Gulli per citarne alcuni, si diffuse ampiamente nel mondo musicale, grazie anche al fatto che la Tua la propose varie volte nel proprio repertorio concertistico.

### Il flop dei concerti con l'invidioso Rachmaninoff
Nel 1895, a soli 29 anni e nel pieno della sua brillante carriera, Teresina Tua partì alla volta di San Pietroburgo, a bordo di un treno speciale messo a disposizione per lei nientemeno che dallo Zar. Pur essendosi ferita al viso a seguito di una caduta, decise di esibirsi ugualmente, convinta che il pubblico non "venisse per vedere il suo viso, ma per ascoltare il suo violino". I concerti furono un trionfo. 
Sempre in quell'anno, l'impresario Langewitz scritturò il giovane pianista Sergej Vasil'evič Rachmaninov per una serie di concerti con l'acclamata violinista Teresina Tua. Molto prima della conclusione del tour, che sarebbe dovuto durare tre mesi, Rachmaninoff si ritirò, avanzando come giustificazione di non aver ricevuto in pagamento l'anticipo promesso.
La realtà era ben diversa; il giovane pianista non sopportava di vedersi messo in secondo piano rispetto alla virtuosa, relegato ad un ruolo di accompagnatore pianistico per pezzi violinistici. Ma questa non fu l'unica ragione del suo improvviso ritiro: il pianista non tollerava che una musicista donna potesse riscuotere maggior successo e applausi rispetto ad un collega uomo. Questo è chiaramente dimostrato dalle parole che Rachmaninov scrisse il 9 novembre di quell'anno all'amico Michail Slonov: "Al primo concerto a Łódź, suonai abbastanza bene. Ottenni un buon successo, ma a lei, la contessa Teresina Tua Franchi Verney della Valletta, fu tributato un successo ancora più grande. A proposito, lei non suona particolarmente bene, la sua tecnica è discreta. Ma con i suoi occhi e i suoi sorrisi lei suona magnificamente per il pubblico. Come artista non è seria, ma ha del talento. [...] Non è affatto eccellente".
Attribuendo lo strabiliante successo della Tua "ai suoi occhi e ai suoi sorrisi" e non al suo prodigioso talento e definendola un'artista non affatto eccellente ma, al contrario, poco seria, il pianista si contrappose, in modo piuttosto goffo e ridicolo, agli entusiastici giudizi e alle lodi decantate dai critici di tutto il mondo verso Teresina Tua; le sue astiose e a tratti offensive parole nei riguardi della violinista dimostrarono un'evidente invidia nei confronti del successo di Teresina Tua artista e donna, in quel momento di fama nettamente maggiore e denotarono, inoltre, la sua evidente difficoltà di accettare il luminoso successo di una concertista di sesso femminile.

### I Trionfi in Italia e a Parigi
Rientrata in Italia, Teresa Tua, nel 1896, diede un concerto a Roma al quale intervenne la parte più eletta della cittadinanza romana: tra gli altri, il Ministro Emanuele Gianturco, l'Onorevole Paolo Boselli e altre personalità. Di una certa rilevanza è la serata artistica a beneficio della Casa Pia dell'Associazione della Stampa, a dicembre dello stesso anno, che vide la partecipazione, oltre a quella di Teresina Tua, anche della cantante Virginia Ferni Germano e della pianista Semiramide Colla.
Nel 1897, Teresa Tua partì per Parigi, invitata dalla prestigiosa Società dei Concerti del Conservatorio. Questo invito costituiva un onore assolutamente eccezionale, che il Comitato della Società riservava a pochissimi e selezionati artisti. Da ben trentatré anni nessuna violinista era stata invitata a tale evento e Teresa Tua ricevette a Parigi una commovente ed ulteriore consacrazione della propria bravura.

### La Commemorazione di Donizetti
Nel 1897, a Bergamo, durante le commemorazioni per il centenario in memoria di Gaetano Donizetti, Teresina Tua suonò con il celebre violinista Joseph Joachim, suo amico e maestro. All'evento intervennero molte importanti personalità, musicisti di chiara fama, violinisti eccelsi, critici della musica giunti da diversi paesi per partecipare alle conferenze ed immortalare l'evento. All'evento presenziò anche la violinista americana Geraldine Woods Morgan, amica della Tua e allieva del Maestro Joachim, prima donna violinista americana a vincere il prestigioso Premio Mendelssohn, fondatrice di un Conservatorio Musicale a New York intitolato proprio al Maestro Joachim.
Per l'inaugurazione del monumento dedicato a Donizetti, Teresa Tua suonò al teatro Riccardi un duetto di Spohr insieme a Joachim; dalla Gazzetta Provinciale di Bergamo leggiamo: "Il Giuseppe Joachim e Teresa Tua seggono in trono, monarchi del violino".
Terminata la carriera concertistica divenne insegnante di violino e viola, prima al Conservatorio di Milano (dal 1911 al 1924) e poi all'Accademia di Santa Cecilia di Roma (dal 1925 al 1934). Tra i suoi allievi si possono citare Giuseppina (Pina) Carmirelli, Vittorio Giannini, Virgilio Marzorati,  Jolanda Pedrazzini, Luigi Ferro.

### Vita privata
Nel 1889 sposò il conte Franchi-Verney della Valetta, celebre critico musicale. Dalla loro unione nacquero due gemelli che, però, morirono in tenera età, provocando una grave crisi psicologica nella violinista che dovette interrompere l'attività concertistica per un certo periodo, riprendendola nel 1895 e tornando, in breve, ad essere osannata da critica e pubblico.
Morto il marito nel 1911, si risposò dopo due anni col conte Emilio Quadrio di Sondrio, città dove si trasferì.
Rimasta vedova una seconda volta, si ritirò, dopo aver devoluto in beneficenza tutti i suoi averi, a Roma nel Convento delle Adoratrici perpetue del Santissimo Sacramento, assumendo il nome di Suor Maria di Gesù; lì visse fino alla morte avvenuta il 28 ottobre 1956.
Presso la Biblioteca Pio Rajna di Sondrio è conservato un fondo con lettere, fotografie e documenti appartenuti a lei.

## Scritti
- Teresa Tua, Joseph Joachim, in «Nuova Antologia», 1°-16 settembre 1907, Roma 1907
- Teresa Tua, Musicista Italiana, in «Nuova Antologia», 16 giugno 1908, Roma 1908